# Індійсько-мальдівські відносини
Індійсько-мальдівські відносини — двосторонні відносини між Індією і Мальдівами. Відносини між країнами доброзичливі, вони близькі в стратегічному, економічному і військовому плані. Індія сприяє підтриманню миру в цій острівній державі з урахуванням своїх стратегічних інтересів у Індійському океані. Дипломатичні відносини між країнами встановлено 1966 року.

## Історія
Мальдіви лежать на південь від індійських Лакшадвіпських островів і на відстані близько 700 кілометрів від Шрі-Ланки. Від 1966 року Індія і Мальдіви налагодили тісні стратегічні, військові, економічні і культурні відносини. Індія надає підтримку сусідній державі, а для Мальдів Індія є противагою впливу Шрі-Ланки, яка розташована в безпосередній близькості від острівної держави і є їхнім найбільшим торговим партнером.

## Розвиток двосторонніх відносин
1976 року Індія і Мальдіви провели демаркацію кордону. Однак у 1982 році, коли президент Мальдів Момун Абдул Гаюм заявив, що сусідній острів Мінікой повинен бути частиною Мальдів, між країнами виник дипломатичний скандал. Потім Мальдіви зробили офіційну заяву, що вони не претендують на цей острів. 1981 року Індія та Мальдіви підписали всеосяжну торговельну угоду. Обидві країни є одними з засновників Асоціації регіонального співробітництва Південної Азії та учасниками Південноазійської зони вільної торгівлі.

## Операція «Кактус»
Спроби повалення влади президента Гаюма на Мальдівах відбувались ще в 1980 і 1983 роках, проте їх не розглядали серйозно. Втім, третя спроба в листопаді 1988 року привернула до себе увагу всього міжнародного співтовариства. Близько 80 озброєних найманців ТОТІ висадилися на острів Мале. Деякі з них з метою розвідки були на острові раніше під виглядом туристів. Індійські війська розгорнули операцію вночі 3 листопада 1988 року, коли літак Іл-76 індійських ВПС, що вилетів з Агри, десантував батальйон парашутного полку в районі Міжнародного аеропорту Мале. Індійські війська прибули на острів менш, ніж через 12 годин після звернення президента Гаюма. Індійські десантники одразу ж захопили аеропорт і впродовж декількох годин відновили контроль над урядовими установами. Частина найманців ТОТІ відступила в бік Шрі-Ланки на захопленому вантажному кораблі. Фрегати індійських ВМС зупинили корабель і взяли в полон усіх найманців. Ті, кому не вдалося здійснити спробу втекти на кораблі, були оточені, після чого здалися уряду Мальдів. В перестрілках загинуло 19 осіб, переважно найманців. Серед убитих було кілька заручників. Спробі військового перевороту на острові вдалось успішно запобігти.

## Торговельні відносини
Після успішного проведення операції «Кактус» торговельні відносини між Індією та Мальдівами значно розширилися. Індія надала велику економічну допомогу і взяла участь у двосторонній програмі розвитку інфраструктури, охорони здоров'я, цивільної авіації та телекомунікацій Мальдів. Індійська сторона побудувала шпиталь імені Індіри Ганді в Мале. Державний банк Індії виділив понад 500 мільйонів доларів США для сприяння економічному зростанню Мальдів. Індія та Мальдіви оголосили про плани спільної роботи у сфері рибальства та обробки тунця.